# Wacław Żyborski
Wacław Stanisław Żyborski (ur. 4 grudnia 1893 w Kownie, zm. 1966) – polski urzędnik administracji II Rzeczypospolitej, kapitan piechoty rezerwy Wojska Polskiego, dyrektor Departamentu Politycznego Ministerstwa Spraw Wewnętrznych w latach 1937–1939, skarbnik zarządu powołanego w Palestynie Związku Pracy dla Państwa.

## Życiorys
Wacław Żyborski ukończył szkołę średnią w Małopolsce, będąc uczniem należał do organizacji niepodległościowych. Od 6 sierpnia 1918 roku służył w Legionach Polskich. Uczestniczył w wojnie polsko-bolszewickiej i w powstaniach śląskich (w grudniu 1920 roku służył, w stopniu podporucznika, w referacie defensywnym krakowskiej ekspozytury Oddziału II Naczelnego Dowództwa Wojska Polskiego), później, do 1929 roku, służył w Wojsku Polskim. W 1928 roku został awansowany na kapitana (ze starszeństwem od 1 czerwca 1919 roku), a w 1934 roku – przeniesiony do rezerwy.
Od 1929 roku pracował w Urzędzie Wojewody Tarnopolskiego, a od 1934 roku – w warszawskim urzędzie wojewódzkim. Od 1935 roku pracował na stanowisku naczelnika Wydziału Bezpieczeństwa Departamentu Politycznego Ministerstwa Spraw Wewnętrznych, a 8 lutego 1937 roku awansował na stanowisko dyrektora Departamentu Politycznego tego ministerstwa.
W 1934 roku uczestniczył w organizacji Miejsca Odosobnienia w Berezie Kartuskiej. W 1938 roku wydał ściśle tajną instrukcję administracyjną o nienadawaniu mniejszościom niemieckim jakichkolwiek dodatkowych praw.
W czasie II wojny światowej organizował (i został skarbnikiem) bliskowschodniego Zarządu Związku Pracy dla Państwa w Tel-Avivie.

## Ordery i odznaczenia
- Krzyż Niepodległości (9 stycznia 1932)[6]
- Krzyż Oficerski Orderu Odrodzenia Polski (9 listopada 1932)[7]
- Krzyż Walecznych (czterokrotnie)[2]
- Złoty Krzyż Zasługi (11 listopada 1936)[8]
- Srebrny Krzyż Zasługi (10 listopada 1928)[9]
- Medal Pamiątkowy za Wojnę 1918–1921
- Medal Dziesięciolecia Odzyskanej Niepodległości